# Endliche Präsentierbarkeit (Banachraum)
Die endliche Präsentierbarkeit ist ein mathematisches Konzept, das in der Untersuchung der Banachräume Anwendung findet. Die Grundidee besteht darin, einen Banachraum über die in ihm enthaltenen endlich-dimensionalen Teilräume zu untersuchen.

## Definition
Ein normierter Raum {\displaystyle F} heißt endlich präsentierbar in einem normierten Raum {\displaystyle E}, wenn es zu jedem endlich-dimensionalen Untervektorraum {\displaystyle U\subset F} und jedem {\displaystyle \epsilon >0} einen Teilraum {\displaystyle V\subset E} und einen linearen Isomorphismus {\displaystyle T:U\rightarrow V} gibt mit {\displaystyle \|T\|\cdot \|T^{-1}\|<1+\epsilon }.
Dabei berechnen sich die Operatornormen {\displaystyle \|T\|} und {\displaystyle \|T^{-1}\|} bezüglich der auf  {\displaystyle U} und {\displaystyle V} induzierten Teilraum-Normen.
{\displaystyle F} ist also endlich präsentierbar in {\displaystyle E}, wenn jeder endlich-dimensionale Teilraum von {\displaystyle F} bis auf ein {\displaystyle \epsilon } auch in {\displaystyle E} vorkommt. Mit dem Begriff des Banach-Mazur-Abstandes kann man das auch so formulieren, dass man zu jedem endlich-dimensionalen Teilraum {\displaystyle U\subset F} endlich-dimensionale Teilräume in {\displaystyle E} mit beliebig kleinem Banach-Mazur-Abstand zu {\displaystyle U}  finden kann.
Unterräume von Banachräumen sind in diesen endlich präsentierbar. Die Eigenschaft der endlichen Präsentierbarkeit ist transitiv, das heißt: Ist {\displaystyle F} endlich präsentierbar in {\displaystyle E} und {\displaystyle G} endlich präsentierbar in {\displaystyle F}, so ist {\displaystyle G} endlich präsentierbar in {\displaystyle E}.

## Beispiele
- Lp([0,1]) ist endlich präsentierbar im Folgenraum {\displaystyle \ell ^{p},\,1\leq p<\infty }.
- {\displaystyle \ell ^{p},\,p>2} ist nicht endlich präsentierbar in {\displaystyle L^{q}(X,\mu ),\,1\leq q\leq 2}.
- Der Funktionenraum {\displaystyle C([0,1])} ist endlich präsentierbar in c0 und umgekehrt.

## Satz von Dvoretzky
Nach dem Satz von Banach-Mazur ist jeder separable Banachraum isometrisch isomorph zu einem Unterraum von {\displaystyle C([0,1])}. Daher ist jeder Banachraum endlich präsentierbar in {\displaystyle C([0,1])}, das heißt {\displaystyle C([0,1])} ist maximal bezüglich endlicher Präsentierbarkeit. Der Satz von Dvoretzky (nach Aryeh Dvoretzky) sagt aus, dass Hilberträume minimal bezüglich endlicher Präsentierbarkeit sind:
- Satz von Dvoretzky: Jeder Hilbertraum ist in jedem unendlich-dimensionalen Banachraum endlich präsentierbar.

Die Eigenschaft, in jedem unendlich-dimensionalen Banachraum endlich präsentierbar zu sein, charakterisiert die Hilberträume. Ist nämlich {\displaystyle E} in jedem Banachraum endlich präsentierbar, so auch in {\displaystyle \ell ^{2}}, und man zeigt leicht, dass in {\displaystyle E} die Parallelogrammgleichung gelten muss; daher ist {\displaystyle E} nach dem Satz von Jordan-von Neumann ebenfalls ein Hilbertraum.

## Super-Eigenschaften
Es sei P eine Eigenschaft, die ein Banachraum haben kann. Man sagt, ein Banachraum {\displaystyle E} sei (bzw. habe) super-P, falls jeder Banachraum, der in {\displaystyle E} endlich präsentierbar ist, ebenfalls die Eigenschaft P hat. Wenn ein Banachraum eine Super-Eigenschaft hat, dann muss nach dem Satz von Dvoretzky auch jeder Hilbertraum diese Eigenschaft haben.
Ist {\displaystyle E} ein gleichmäßig konvexer Raum und {\displaystyle F} endlich präsentierbar in {\displaystyle E}, so ist auch {\displaystyle F} gleichmäßig konvex. Gleichmäßige Konvexität ist also eine Super-Eigenschaft, das heißt ein gleichmäßig konvexer Raum ist bereits super-gleichmäßig konvex.

## Super-Reflexivität
Da gleichmäßig konvexe Räume nach dem Satz von Milman reflexiv sind und da gleichmäßige Konvexität eine Super-Eigenschaft ist, sind gleichmäßig konvexe Räume super-reflexiv. Reflexivität selbst ist keine Super-Eigenschaft, das heißt Reflexivität und Super-Reflexivität sind nicht äquivalent. Super-Reflexivität wird durch den folgenden Satz von Per Enflo charakterisiert:
- Ein Banachraum ist genau dann super-reflexiv, wenn es eine äquivalente Norm gibt, die ihn zu einem gleichmäßig konvexen Raum macht.

Da gleichmäßig konvexe Räume nach einem Satz von Shizuo Kakutani die Banach-Saks-Eigenschaft haben, folgt daraus:
- Super-reflexive Räume haben die Banach-Saks-Eigenschaft.

Daher folgt aus der Super-Reflexivität die Super-Banach-Saks-Eigenschaft; man kann sogar zeigen:
- Super-Reflexivität und die Super-Banach-Saks-Eigenschaft sind äquivalent.

## Prinzip der lokalen Reflexivität
Nach einem Satz von Joram Lindenstrauss und Haskell Rosenthal ist der Bidual eines Banachraums {\displaystyle E} stets endlich präsentierbar in {\displaystyle E}. Dieses sogenannte Prinzip der lokalen Reflexivität wird zur folgenden genaueren Aussage verschärft:
- Sei {\displaystyle E} ein Banachraum, {\displaystyle U\subset E\,''} und {\displaystyle V\subset E\,'} seien endlich-dimensionale Teilräume und es sei {\displaystyle \epsilon >0}. Dann gibt es einen injektiven, stetigen, linearen Operator {\displaystyle T:U\rightarrow E} mit:

1. {\displaystyle \|T\|\cdot \|T^{-1}|_{T(U)}\|\,<\,1+\epsilon }
2. {\displaystyle T|_{U\cap E}=\mathrm {id} _{U\cap E}}
3. {\displaystyle f(Tu)\,=\,u(f)} für alle {\displaystyle u\in U,f\in V}